# Emilia Walczak
Emilia Walczak (ur. w 1984 w Łodzi) – polska pisarka, publicystka, redaktorka i krytyk literatury.

## Życiorys
Absolwentka kulturoznawstwa na Uniwersytecie im. Adama Mickiewicza w Poznaniu (rocznik 2008). Praca magisterska dot. twórczości Michelangela Antonioniego obroniona u prof. dr hab. Ewy Rewers. Wcześniej zajmowała się twórczością Tadeusza Konwickiego. Przez wiele lat zawodowo związana z „Gazetą Wyborczą”.
Autorka książek Fake, czyli konfabulacje zachodzą na zakrętach (zakwalifikowanej do Nagrody Literackiej Europy Środkowej „Angelus” za 2014), Hey, Jude! (zgłoszonej m.in. do Górnośląskiej Nagrody Literackiej „Juliusz” za 2015), Po drodze z Tadeuszem Nowakowskim. Spacerownik (2017), Diablica (zakwalifikowanej do Nagrody Literackiej Europy Środkowej „Angelus” za 2019) oraz Z kluczem (zakwalifikowanej do Nagrody Literackiej Europy Środkowej „Angelus” za 2021). Redaktorka i współautorka książki Między traumą a urzeczeniem: mechanika pamięci w pisarstwie Tadeusza Nowakowskiego. Mieszka w Bydgoszczy. 
Publikowała m.in. w „Twórczości”, „Znaku”, „Zeszytach Literackich”, miesięczniku „Nowe Książki”, miesięczniku „Odra” czy w „Miasteczku Poznań”. W „Bydgoskim Informatorze Kulturalnym” pełni funkcje zastępczyni redaktora naczelnego oraz redaktorki prowadzącej. Tu też publikuje swoje felietony – w autorskich cyklach: literackim (Literacki flâneur), filmowym (Na dwoje: kino; wraz z Szymonem Idczakiem) i krajoznawczym (Pamiątki przeszłości).
Od 2014 członkini zespołu redakcyjnego, a obecnie redaktorka prowadząca pisma „Fabularie”, na łamach którego przeprowadziła szereg wywiadów, głównie z polskimi pisarkami, takimi jak m.in. Joanna Bator, Maria Konwicka, Inga Iwasiów, Barbara Klicka, Wioletta Grzegorzewska, Anna Dziewit-Meller, Magdalena Kicińska, Maja Wolny, Anna Augustyniak, Agnieszka Graff, Katarzyna Szaulińska czy Wiktoria Bieżuńska.
W 2015 była Jurorką III edycji Konkursu Literackiego im. Henryka Berezy „Czytane w maszynopisie”, wraz z Krystyną Sakowicz i Arturem Danielem Liskowackim.
W 2017 Jurorka IV Konkursu na stypendium gildia.pl, wraz z m.in. Jackiem Frąsiem, Anną Krztoń i Olgą Wróbel. W 2018 – Jurorka kolejnej, V edycji tegoż konkursu.
W 2019 Jurorka konkursu o nagrodę Bydgoszcz ART.DOC Award Bydgoskiego Aneksu 16. Festiwalu Filmowego Millennium Docs Against Gravity.

## Nagrody i wyróżnienia
W 2010 roku wyróżniona w jednym z Internetowych Turniejów Jednego Opowiadania organizowanych przez magazyn „Ha!art”.
Decyzją Nataszy Goerke, Bohdana Zadury i Artura Daniela Liskowackiego – laureatka 1. edycji Konkursu Literackiego im. Henryka Berezy „Czytane w maszynopisie” (jako Emilia Plateaux, 2013 rok).
W 2020 roku minipowieść Emilii Walczak Diablica, decyzją jury w składzie: Arkadiusz Morawiec, Bernadetta Darska i Paulina Małochleb, znalazła się w finale Bydgoskiej Literackiej Nagrody Roku „Strzała Łuczniczki”.
W 2021 roku Emilia Walczak znalazła się w finale projektu Biura Literackiego „Książka zaangażowana społecznie”.

## Twórczość

### Proza i eseistyka
- Fake, czyli konfabulacje zachodzą na zakrętach (Fundacja Literatury im. Henryka Berezy, Szczecin 2013; ISBN 978-83-64403-02-6)[10]
- Hey, Jude! (Wydawnictwo Forma, Szczecin 2015; ISBN 978-83-64974-08-3)
- Po drodze z Tadeuszem Nowakowskim. Spacerownik (Miejskie Centrum Kultury w Bydgoszczy, Bydgoszcz 2017; ISBN 978-83-64942-12-9)
- Diablica (Miejskie Centrum Kultury w Bydgoszczy, Bydgoszcz 2019; ISBN 978-83-64942-22-8)
- Z kluczem (Miejskie Centrum Kultury w Bydgoszczy, Bydgoszcz 2021; ISBN 978-83-64942-28-0)

### Miscellanea
- 2014. Antologia współczesnych polskich opowiadań (Wydawnictwo Forma, Szczecin 2014; ISBN 978-83-63316-69-3)[11]
- Skrzyżowanie świata. Opisanie pięciu ulic dla Georges’a Pereca (Miejskie Centrum Kultury w Bydgoszczy, Bydgoszcz 2014; ISBN 978-83-64942-02-0)[12]
- mikroMAKRO. Antologia krótkich form prozatorskich (Instytut Literatury Polskiej Uniwersytetu Mikołaja Kopernika, Toruń 2016; ISBN 978-83-944164-1-6)[13]
- 2017. Antologia współczesnych polskich opowiadań (Wydawnictwo Forma, Szczecin 2017; ISBN 978-83-65778-36-9[14]
- Między traumą a urzeczeniem: mechanika pamięci w pisarstwie Tadeusza Nowakowskiego (Miejskie Centrum Kultury w Bydgoszczy, Bydgoszcz 2018; ISBN 978-83-64942-13-6
- Pamiętnik gapiów 2021 (Stowarzyszenie Koloroffon, Bydgoszcz 2021)
- Pamiętnik gapiów 2022 (Stowarzyszenie Koloroffon, Bydgoszcz 2022; ISBN 978-83-958926-2-2)[15]

### Książki pod redakcją Emilii Walczak (wybór)
- Między traumą a urzeczeniem: mechanika pamięci w pisarstwie Tadeusza Nowakowskiego (Miejskie Centrum Kultury w Bydgoszczy, Bydgoszcz 2018; ISBN 978-83-64942-13-6
- Opowieści bydgoskiego przemysłu (Miejskie Centrum Kultury w Bydgoszczy, Bydgoszcz 2019; ISBN 978-83-64942-16-7)
- Polski „Produkt” komiksowy (Miejskie Centrum Kultury w Bydgoszczy, Bydgoszcz 2019; ISBN 978-83-64942-19-8)
- Dzieci wolności. Antologia przełomu (Miejskie Centrum Kultury w Bydgoszczy, Bydgoszcz 2019; ISBN 978-83-64942-21-1)
- Wschód wolności. Antologia współczesnej literatury białoruskiej (Miejskie Centrum Kultury w Bydgoszczy, Bydgoszcz 2020; ISBN 978-83-64942-24-2)
- Zbigniew Raszewski, Pamiętnik gapia: Bydgoszcz, jaką pamiętam z lat 1930–1945 (reedycja; Stowarzyszenie Koloroffon, Bydgoszcz 2020; ISBN 978-83-958926-0-8)[16]
- Witold Burker, Improwizowane szkice jazzowe (Miejskie Centrum Kultury w Bydgoszczy, Bydgoszcz 2021; ISBN 978-83-64942-29-7)
- Aurora. Nagroda dramaturgiczna miasta Bydgoszczy (Miejskie Centrum Kultury w Bydgoszczy, Teatr Polski w Bydgoszczy 2021; ISBN 978-83-64942-31-0)
- Aurora. Nagroda dramaturgiczna miasta Bydgoszczy. Sztuki finałowe 2022 (Miejskie Centrum Kultury w Bydgoszczy, Teatr Polski w Bydgoszczy 2021; ISBN 978-83-64942-31-0)

## Opinie o twórczości
- Kazimiera Szczuka o książce Hey, Jude!: „Ironia, humor, erudycja i zmysł satyrycznego podpatrywania świata sprawiają, że chętnie sięgnęlibyśmy po kolejną część opowieści o wypadkach bydgoskiego losu Em. i Czarnej”[17].
- Joanna Bator o książce Diablica: „Ciekawa i odważnie archaizowana próba spojrzenia na schyłek starej Europy przez pryzmat cierpień kobiecej duszy i ciała. A także – w dialogu intertekstualnym z dawnymi mistrzami prozy sanatoryjnej”[18].
- Dr Paulina Małochleb o książce Diablica: „Diablica to świetna, gęsta proza postmodernistyczna, jawnie dyskutująca z modelem powieści z poprzedniej epoki, ujawniająca swoje szwy, uciekająca w metanarrację, przerysowująca schematy powieści pisanej przez męskich autorów dla męskich czytelników. Lekka przy tym i dowcipna, świadoma, że wielki przewrót światopoglądowy, zasadnicza dyskusja o kształcie kultury, jest właściwie dzisiaj niemożliwa”[19].
- Małgorzata Halber o książce Z kluczem: „[…] jest w tym tekście zmysłowe wspomnienie wakacji. Brezent, las, igliwie, lody w termosie. Młodzieżowa powieść wakacyjna to jeden z najważniejszych archetypów polskiej tożsamości, ważniejszy niż sielanka Kochanowskiego, i zdałam sobie sprawę z tego właśnie czytając tę skromną objętościowo, ale bogatą w warstwę znaczeniową książeczkę”[20].